# Tvrđava Revelin
Tvrđava Revelin se nalazi sjeveroistočno od dubrovačkih gradskih zidina, od kojih je odijeljena dubokim jarkom i spojena mostom. Namijena joj je bila obrana Dubrovnika od Turaka.

## Povijest
Prvi spomen o potrebi gradnje utvrde na mjestu današnjeg Revelina datira iz 1449. godine, a utvrda se počela graditi 1463. godine. Današnju snagu i izgled duguje zamisli Antonia Ferramolina iz Bergama koji je 1538. godine na dotadašnjoj utvrdi zamislio i izradio model po kojem je tvrđava Revelin kao izdvojena masivna tvrđava nepravilnog četverokutnog tlocrta sa sjeveroistočnim oštrim kutom i izgrađena. U ponedjeljak 30. prosinca 1538. model je prihvaćen u Vijeću umoljenih, a izgradnja je započela sljedeće godine. Gradnja Revelina je dovršena 1551. godine.
Nakon potresa 1667. godine tvrđava postaje upravno središte Dubrovačke Republike i u nju je prenesena državna riznica i riznica katedrale.

## Zanimljivosti
U vrijeme gradnje tvrđave uveden je propis da svatko tko dolazi u Dubrovnik mora sa sobom donijeti jedan kamen koji je veličinom trebao biti primjeren tjelesnoj građi donositelja.
Prilikom arheoloških istraživanja unutar tvrđave Revelin 1983. – 1986. godine nađeni su brojni ostatci zidova i građevina iz doba prije Revelina od kojih je najzanimljivija peć vrsnog ljevača zvona i topova Ivana Krstitelja Rabljanina.
Danas se na terasi tvrđave odigravaju predstave Dubrovačkih ljetnih igara, a unutar tvrđave se organiziraju razni koncerti.

## Vanjske poveznice
- Tvrđava Revelin
- Jadranski UNESCO  Arhivirana inačica izvorne stranice od 24. rujna 2015. (Wayback Machine)